# Gare de Grand Central
Pour les articles homonymes, voir Grand Central.
La gare de Grand Central (en anglais Grand Central Station) est une gare ferroviaire, fermée et détruite, de la Baltimore and Ohio Railroad aux États-Unis. Elle était située au 201 West Harrison Street, dans le sud-ouest du secteur du Loop, dans le centre de la ville de Chicago dans l'Illinois. 
C'est une gare terminale ferroviaire du centre-ville de Chicago, mise en service en 1890, fermée en 1969 et détruite en 1971.

## Histoire
La gare  de Grand Central fut conçue par l'architecte Solon Spencer Beman pour la Wisconsin Central Railroad, et fut construite par la Chicago Convention et Northern Pacific Railroad.
Grand Central a finalement été rachetée par le Baltimore and Ohio Railroad, qui a utilisé cette gare de Chicago comme terminus pour son service de transport ferroviaire de passagers. Cet ancien chemin de fer américain de classe I exista de 1827 à 1986. La gare de Grand Central Station est entrée en service le 8 décembre 1890, a fermé le 8 novembre 1969, et a été démolie en 1971.